# Planeses
Planeses (en occità Planesas i en francès oficialment Planèzes) és un municipi de la comarca de la Fenolleda, al departament dels Pirineus Orientals. Es troba en la zona de parla occitana de transició al català. Forma part de la comarca natural de l'Altiplà de Sornià.

## El poble
El poble de Planeses es troba a 160 m d'altitud, a l'esquerra de l'Aglí, format per un petit grup de cases enlairades damunt el riu i centrades per l'antiga església parroquial de Sant Pere (segle XI-XII), avui desafectada, petit edifici que mereixeria una millor sort.
El parlar de Planeses, com el de Rasigueres i el de Caramany, ha conservat molts trets catalans, fet que fa que hom el consideri un parlar occità de transició vers el català.

## El Terme
El terme municipal de Planese, de 6,16 km² d'extensió, es troba a la vall de l'Aglí, entre la Torre de França (E) i Rasigueres (W). El poble de Planeses és l'únic nucli de població del municipi, que limita, a més dels termes esmentats, amb el de Cassanyes (S) i Maurí (N). Només carreteres locals l'uneixen amb les poblacions pròximes.

## El territori
El sector de la vall de l'Aglí, ací relativament estreta, no sobrepassa de gaire els 100 m, mentre que el sector N. dominat per un altiplà calcari, s'eleva a 381 m al roc de L'Abella o 336 a Roca Corba (en els serrats que separen les conques de l'Aglí del riu de Maurí) i al S no arriba als 300. Prop del terme de Rasigueres hi ha antics meners de ferro. Una bona part del territori és cobert de garrigues i matolls i la superfície agrícola es limita a 161 ha (en mitja dotzena d'explotacions), dedicades en gran majoria a la vinya (158 ha de les quals de denominació d'origen controlada i 2 d'altres vins). Hi ha una societat cooperativa de vinificació. Hi ha una empresa de construcció d'obres públiques.

## Història
La Villa Planasiis, esmentada el 1260 (Planezes el 1660), fou seu d'una senyoria laica. Un senyor de Planeses era present el 1619 a les festes que tingueren lloc a Tolosa per acollir al duc Enric II de Montmorency. El 1706 el lloc és citat entre d'altres de la diòcesi d'Alet als quals el rei Lluís XIV concedí que el preu de la sal (necessitaria els ramats) es reduiria a 10 lliures el minot per compensar les males collites successives que havien sofert els seus habitants.

## Geografia

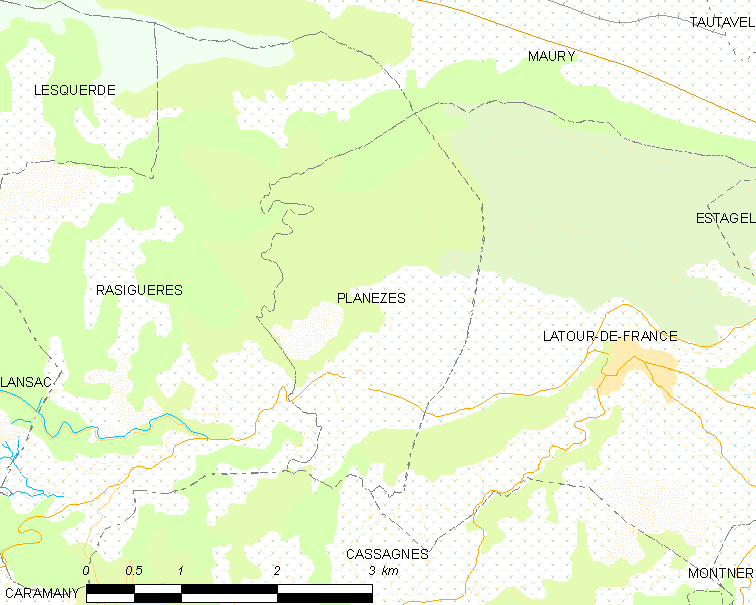
Mapa de la comuna de Planeses

## Administració i política

### Alcaldes
| Alcalde        | Període     |
| -------------- | ----------- |
|                |             |
| François Jean  | 1945 - 1953 |
| Charles Malet  | 1953 - 1977 |
| Josette Jourda | 1977 - 2001 |
| Sidney Huillet | 2001 -      |

## Demografia
La població era el 1365 de 20 focs, igual com el 1375, però a la fi del mateix segle xiv consta només 1 foc. El 1750 tenia 60 habitants, el 1762 i el 1789 comptava amb 12 focs i el 1818 el cens era de 97 h. Al llarg del segle xix es mantingué per damunt dels 100 h (129 el 1836, 138 el 1861, 169 el 1896), així com entrat el segle XX (152 el 1926), però els darrers decennis el procés és negatiu fins a arribar el 1982 que torna a pujar, arribant al 2015 amb 105 h.

Població 1962-2008